# Das Wikipedia-Lexikon in einem Band
Das Wikipedia-Lexikon in einem Band (El lenguaje de Wikipedia en un volumen) es el título de la enciclopedia lanzada a la venta en Alemania, el 18 de septiembre de 2008, edición de 50 000 ejemplares, realizada en papel, en formato de libro, con 992 páginas, 1000 ilustraciones, y conteniendo artículos sobre los temas más visitados por los usuarios de Internet; posibilitando así la llegada a los lectores, de una parte muy importante del material que "La Reina de las Enciclopedias Virtuales" posee en la red.
Su precio es de 19,95 euros y ha sido editada por la empresa "Editorial Bertelsmann".

## Temática abordada en esta primera fase
Su contenido incluye datos relativos a ídolos juveniles (estrellas de cine, de la música, el deporte, etcétera); series y unitarios de televisión; y otros temas de contenido similar a los descritos.
Por ello es que difiere con las temáticas que son comunes a otro tipo de enciclopedias ya tradicionales.
El contenido no es tan amplio en cada entrada o artículo, ya que el material de la web es sumamente amplio y en algunos casos abundantemente extenso. Por ello viene sintetizado de manera que se brinden los datos más relevantes en cada tema.